# De Halter (Utrecht)
De Halter is een Nederlandse worstelvereniging gevestigd in Utrecht. De vereniging is op 1 mei 1921 opgericht door de gebroeders Henk en Janus Hooft en Rinus Rietveld.

## Geschiedenis
De Halter begon zwervend door de stad met trainen: in een school, op de zolder en ook nog het N.V. -huis Oudegracht 245, om vervolgens in de Lange Nieuwstraat een opslagplaats te huren van kaashandelaar de Graaf uit de Korte Smeestraat. Dit is de legendarische 'Kaaszolder' in de binnenstad waar voorheen  batterijenfabriek Herberhold zat. De Kaaszolder was ook vlak bij de woning van oud-worstelaar Henk de Nijs sr. (Lange Nieuwstraat 81), waar de sleutel opgehaald kon worden om te kunnen trainen op de zolder.  

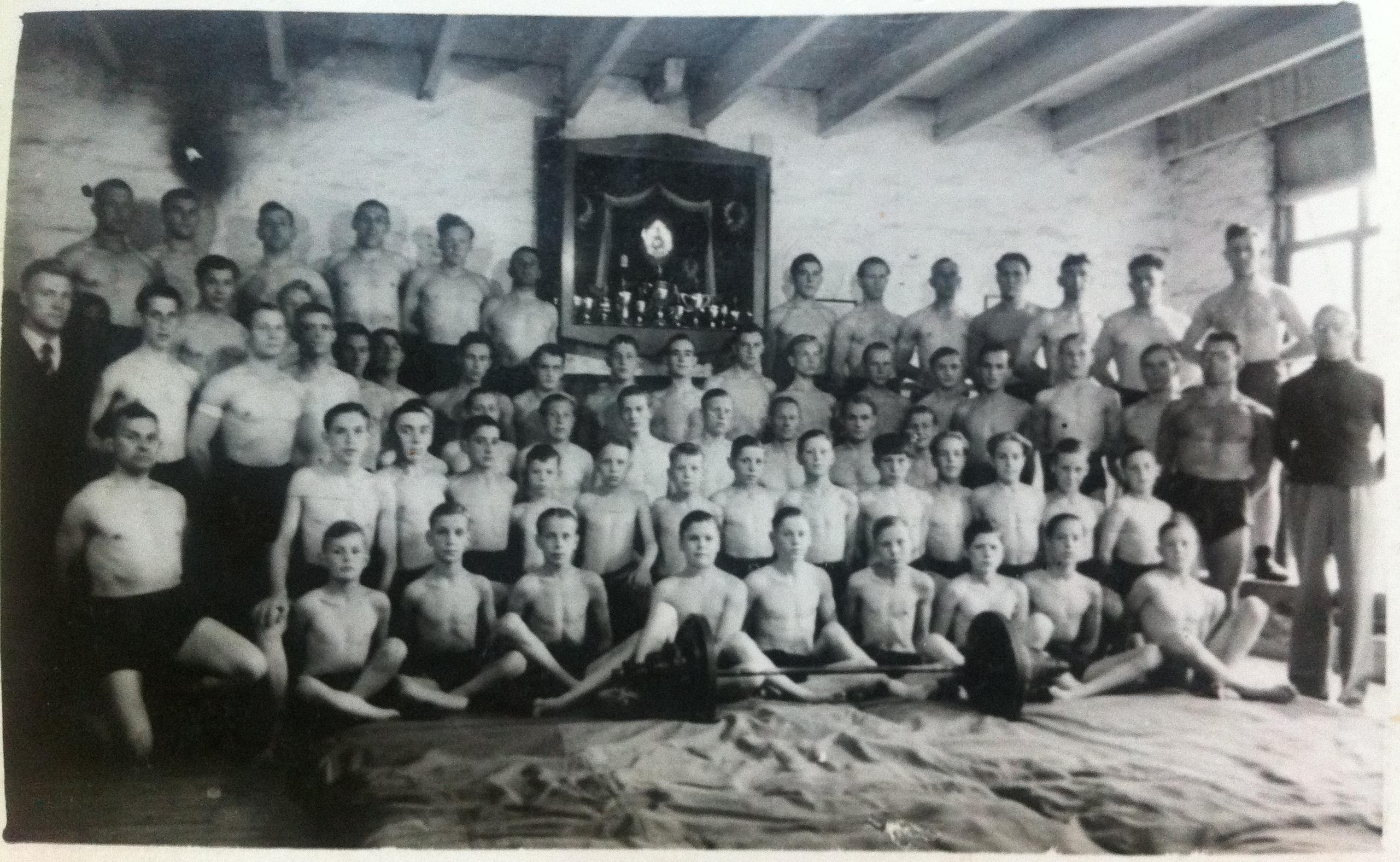
Leden van De Halter op 'De Kaaszolder', Utrecht 1943

 Op deze zelfde zolder kwam tijdens de oorlog ook de lijfwacht van NSB-leider Mussert trainen, tot ergernis van de leden van De Halter die hier echter niets tegen in konden brengen. Van de Kaaszolder met zijn turbulente geschiedenis verhuisde De Halter in 1954 naar de Bollenhofsestraat 102 in de wijk Wittevrouwen, en in 1972 weer terug naar de binnenstad, te weten een noodgebouwtje aan de Leidseweg.  De zwerftocht van De Halter eindigde in 1975 bij De Veiling aan de Heycopplein 5 nabij de Croeselaan, waar zij nu nog zit.

## Worstelen in Utrecht
Naast de De Halter kende de stad nog drie andere worstelverenigingen:  Olympia, gevestigd aan de W. Arntskade 5 (in een eigen gebouw), S.D.Z.(Samenwerking Doet Zegevieren), die in zwembad Den Hommel trainde en niet over een eigen gebouw beschikte, en De Staalkoning die in 1954 door onenigheid was voortgekomen uit De Halter. Een van de prominenten van De Halter werkte in die periode bij de Utrechtse Sigarenfabriek DENOVA aan de Kanaalweg, waar het merk Staalkoning werd gemaakt. Hij was degene die de nieuwe club onder de naam “De Staalkoning” oprichtte. De nieuwe club mocht tevens gebruikmaken van de bedrijfskantine als wedstrijdaccommodatie. Hierdoor kreeg De Halter er meteen een zware concurrent bij. Utrecht was mede door de aanwezigheid van deze vier clubs jarenlang de worstelstad van Nederland. SDZ en De Staalkoning maken daar nu geen deel meer van uit.

## Nationale en internationale bekendheid
De Halter, Olympia en Hercules Amsterdam namen bijna altijd de drie bovenste plaatsen van de ranglijst in. 

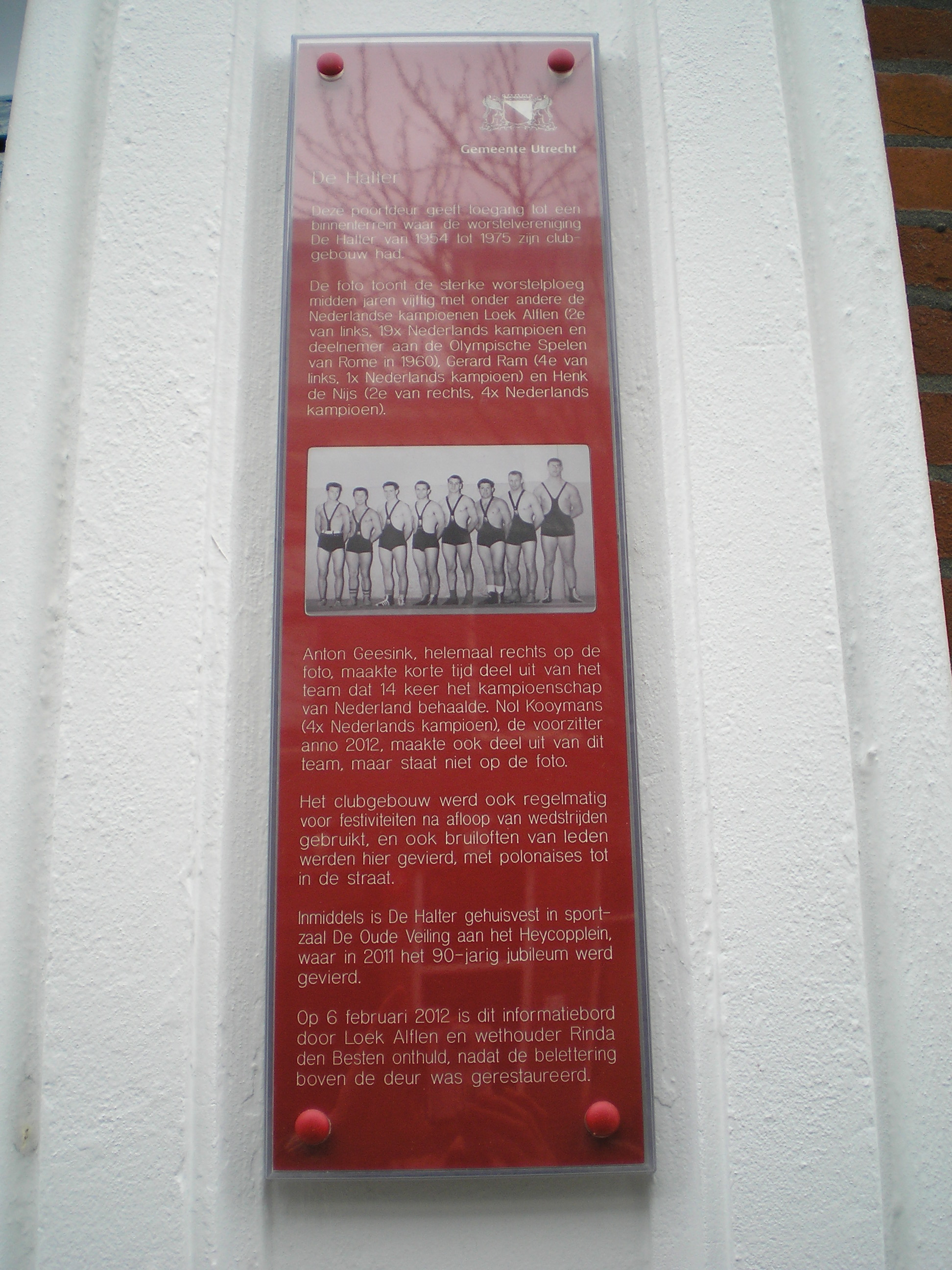
Herinnering aan kampioensteam De Halter uit de jaren vijftig

Van deze drie belandde De Halter vaak op de eerste plek en bezat daarbij ook nog een sterk jeugdteam. Ook de Europese Paastoernooien voor de jeugd die De Halter al jaren organiseerde  (het grootste jeugdworstel-toernooi ter wereld), trokken heel veel belangstelling en bevestigden mede de naam van Utrecht als worstelstad. De bekende Utrechter Anton Geesink kreeg zijn eerste naamsbekendheid met het worstelen dat hij later heeft ingewisseld voor judo. Als er in Utrecht echter later om de eerste en de tweede plaats werd gestreden tussen De Halter en Olympia was Geesink vaak van de partij om te zien of zijn vroegere club de eerste plek in de wacht wist te slepen. Anton Geesink en Loek Alflen (Laurens Cornelis Alflen) zijn beiden meervoudig Nederlandse worstelkampioenen die uit De Halter zijn voortgekomen.
De Halter werd op 6 februari 2012 geëerd met een informatiebord met een foto van het kampioensteam uit het midden van de jaren vijftig. Dit team werd 14 keer  Nederlands kampioen.  Het bord bevindt zich bij de voormalige trainingslocatie aan de Bollenhofsestraat 102 te Utrecht. Het werd onthuld in aanwezigheid van worstellegende Loek Alflen (21 keer Nederlands Kampioen) en de voorzitter van De Halter, Nol Kooymans.
U.K.V. (Utrechtse Krachtsport Vereniging) De Halter zoals de vereniging nu officieel heet, draait nog steeds in de hogere regionen mee en is een begrip in Utrecht en in worstelend Nederland. Nu ook dames het worstelen zijn gaan beoefenen, hebben zich ook de nodige dames bij De Halter gevoegd. In 2021 vierde De Halter zijn 100 jarig bestaan.

## Fotogalerij

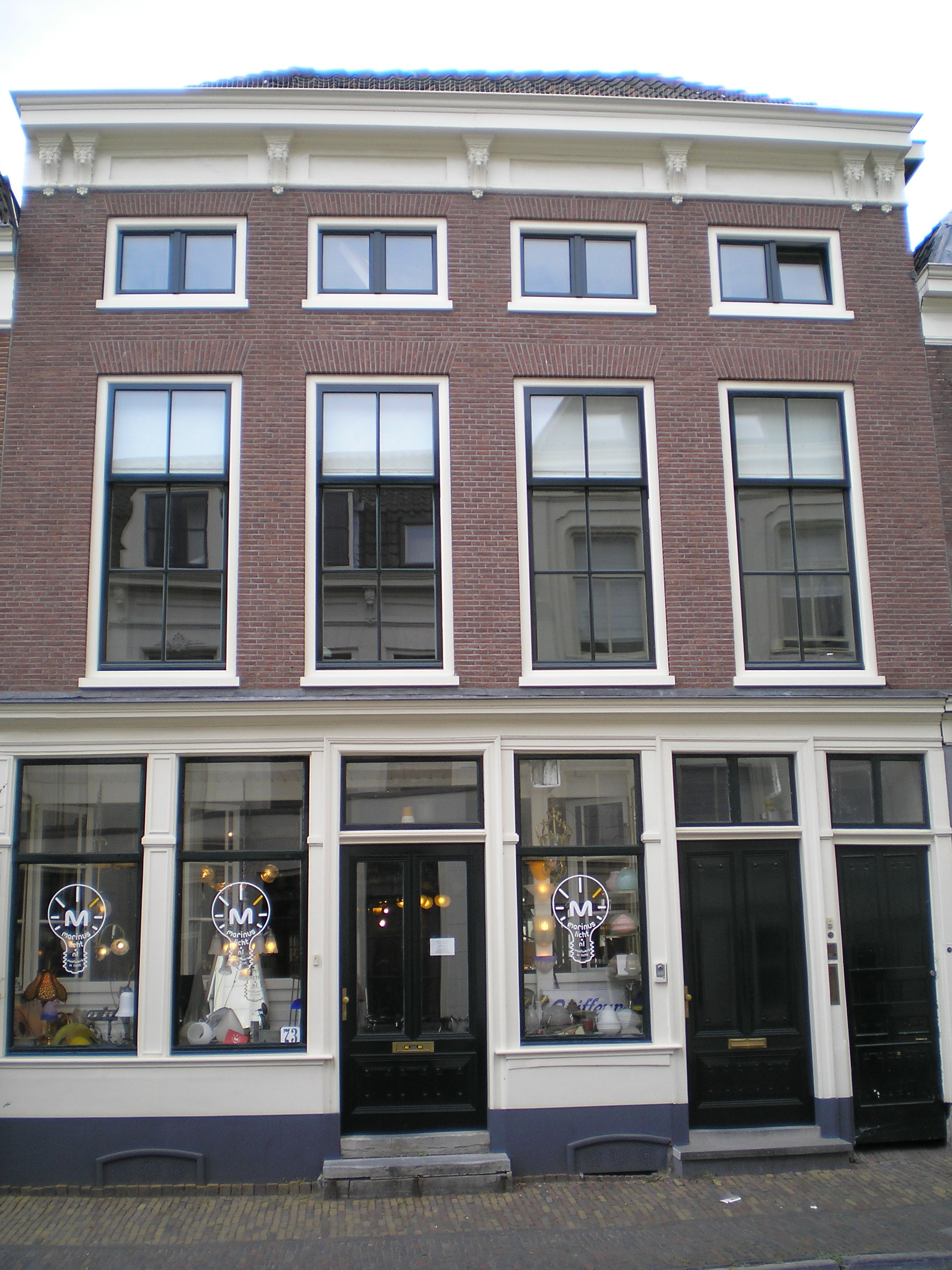
Kaaszolder aan de Lange Nieuwstraat te Utrecht Nederland. Dit was de eerste vaste oefenruimte van de Halter
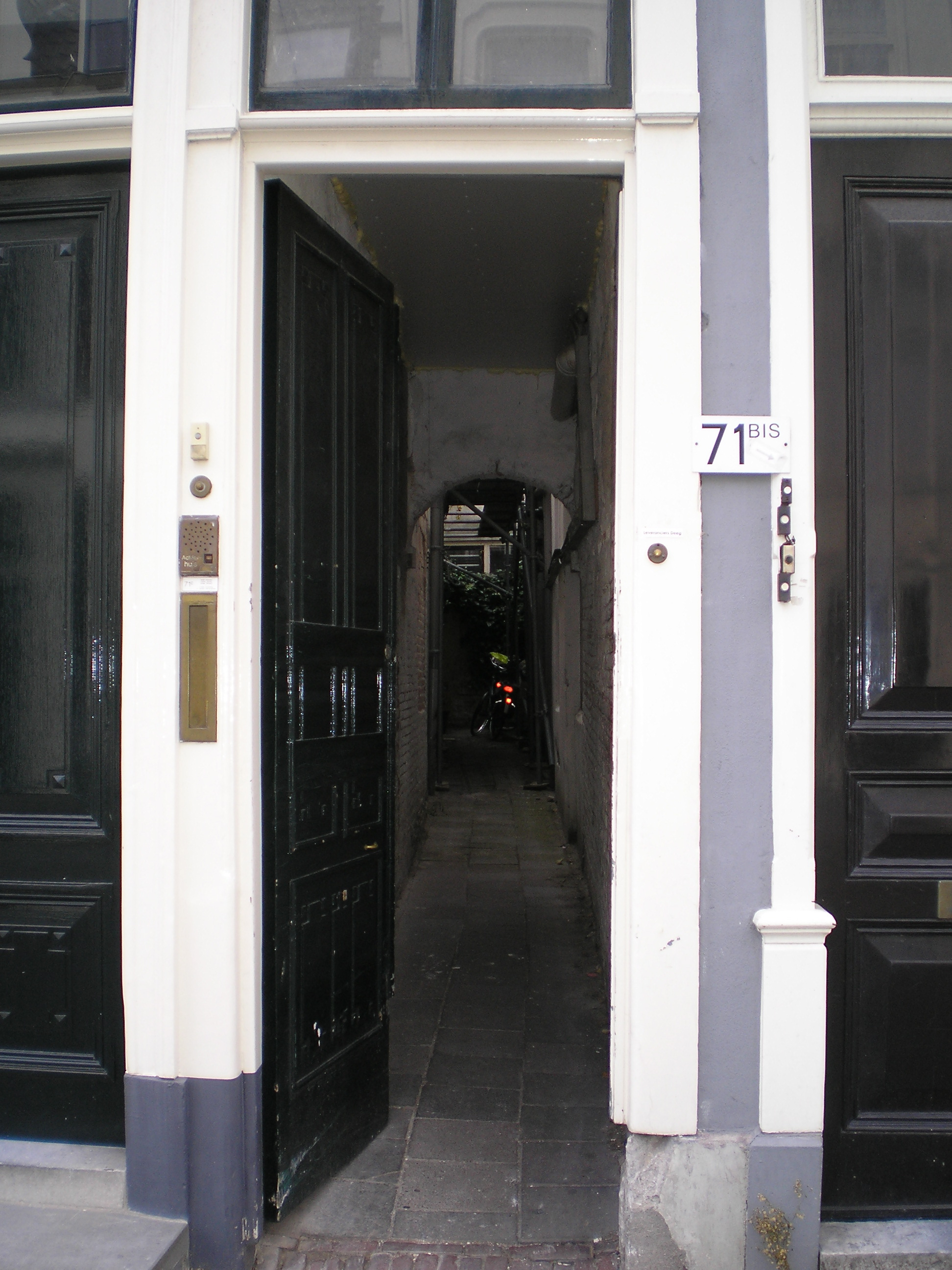
Toegangspoort van de vroegere Kromme Ellenboogsteeg naar de Kaaszolder aan de Lange Nieuwstraat 71c Utrecht
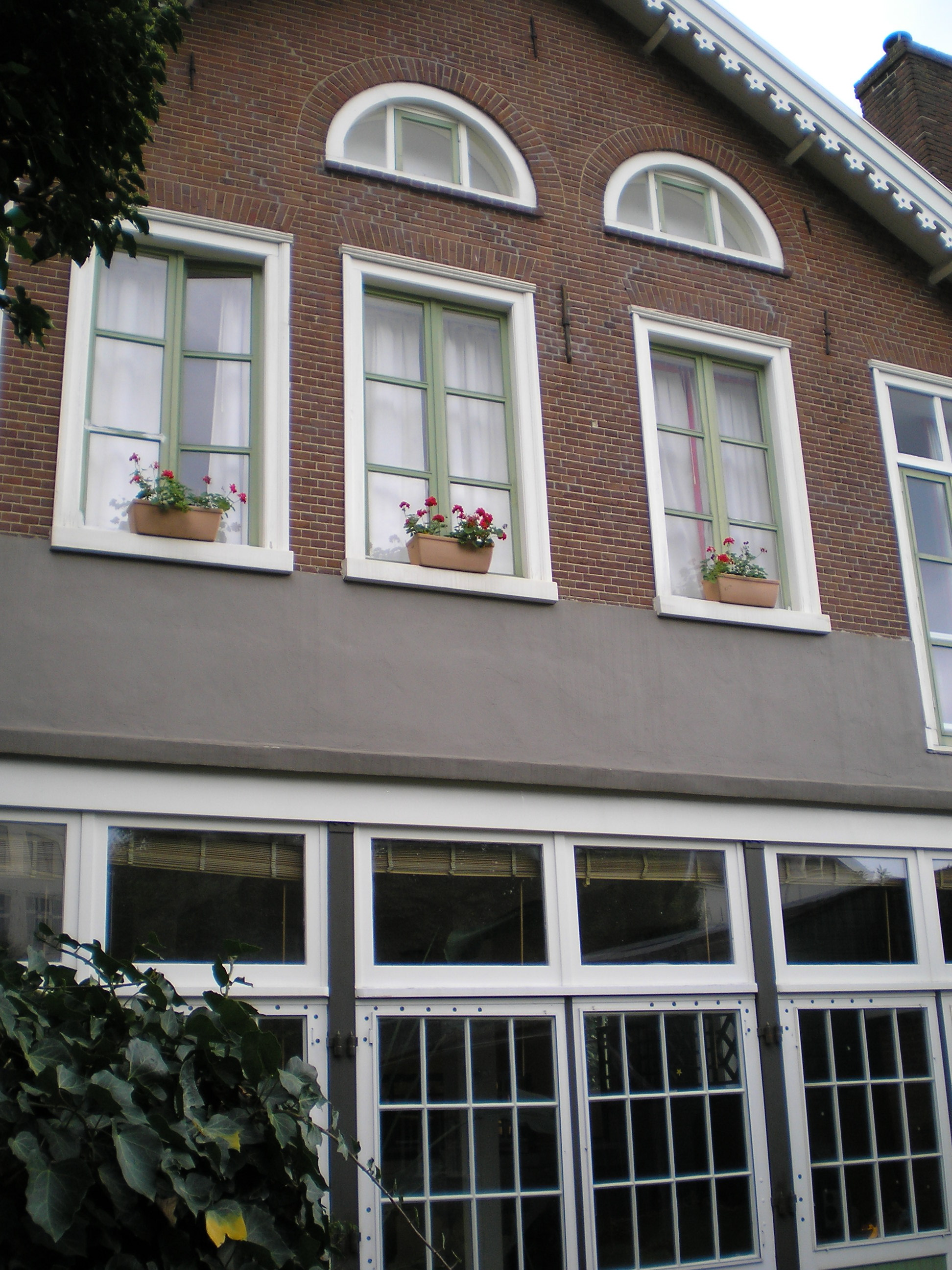
De Kaaszolder gezien van de achterzijde Lange Nieuwstraat waar de Halter vroeger oefende te Utrecht
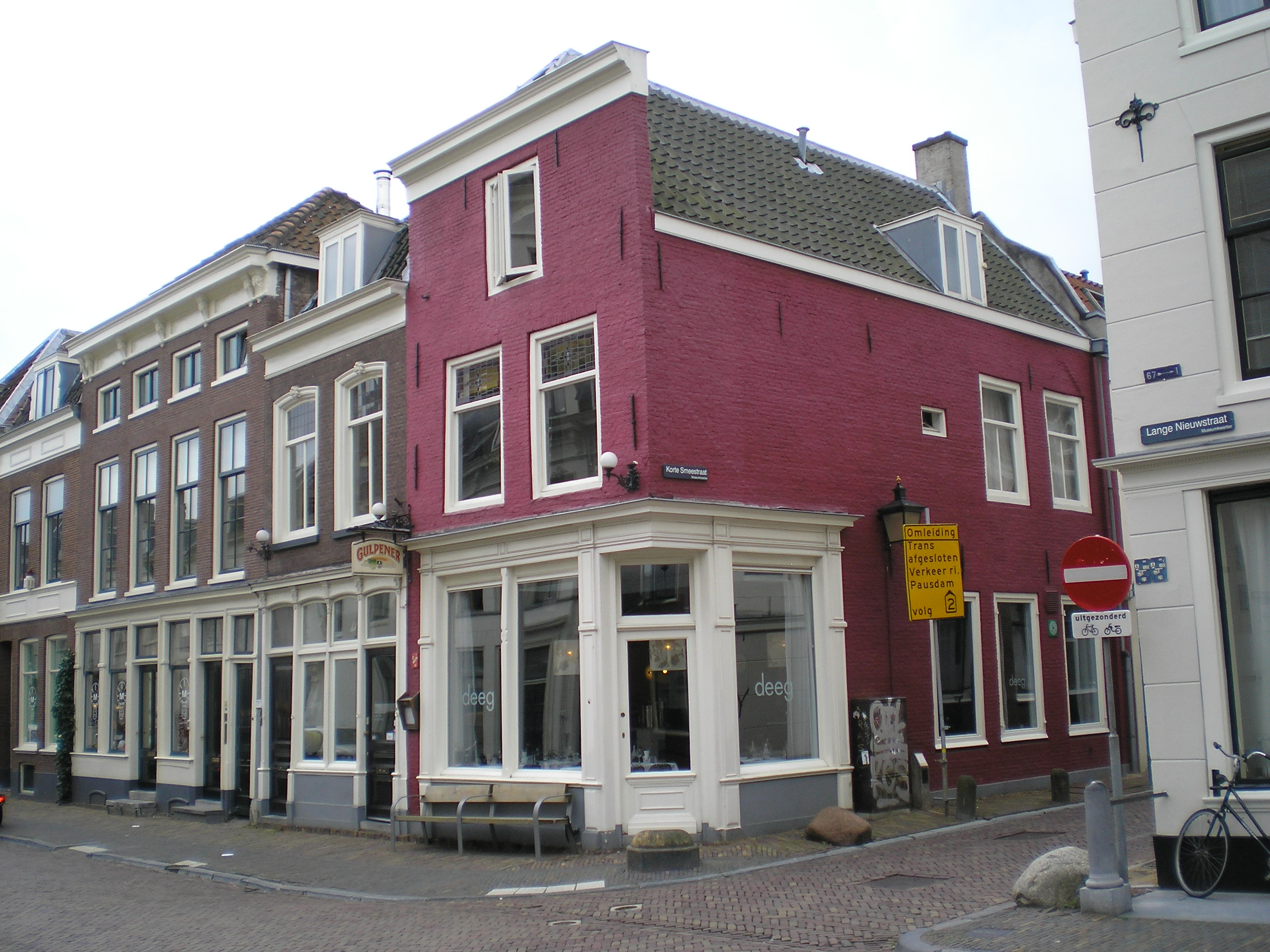
Hoek Smeestraat en Lange Nieuwstraat te Utrecht Nederland. In de Korte Smeestraat woonde de eigenaar van de kaaszolder die binnendoor naar dit pand kon komen
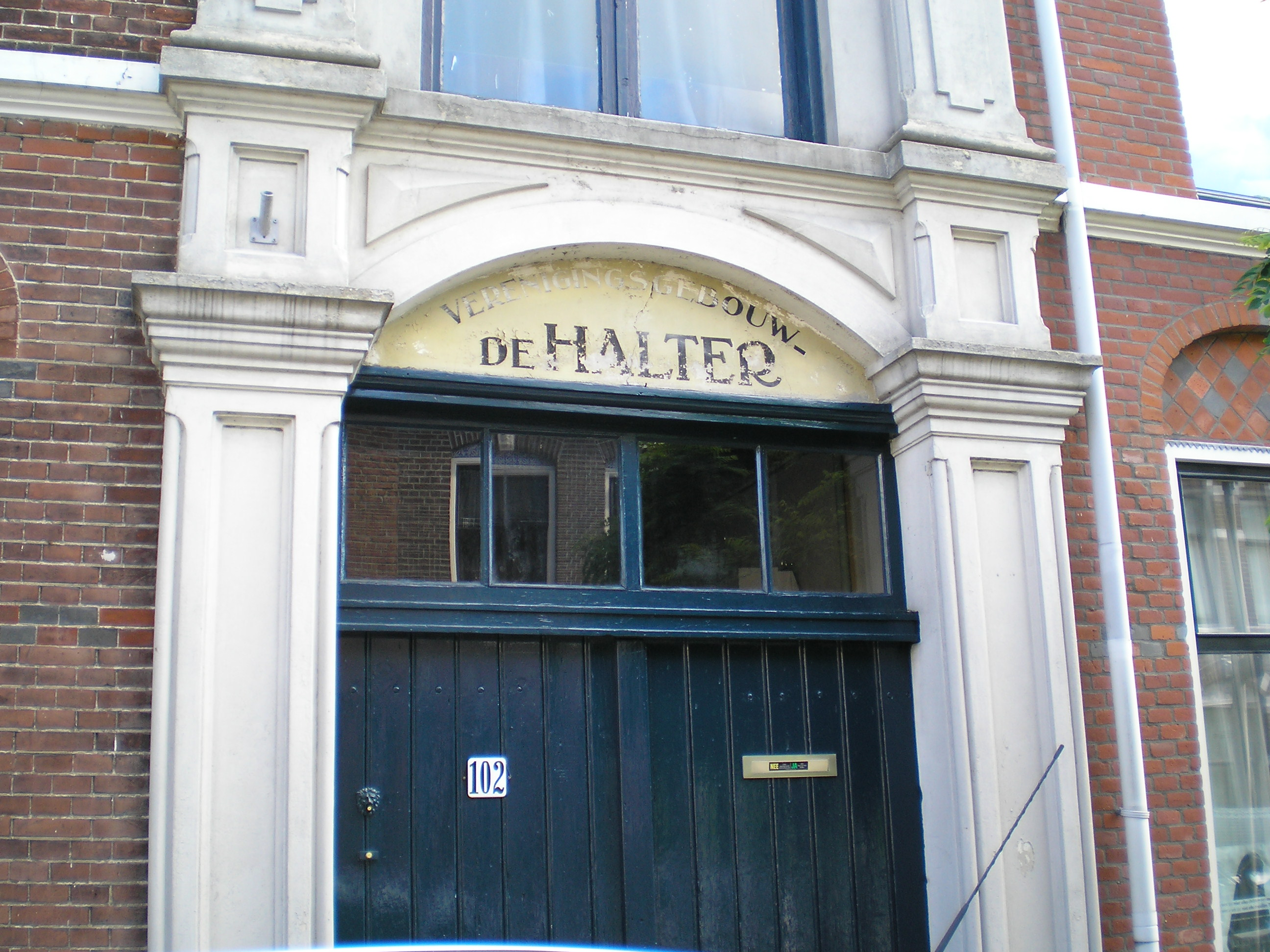
Voormalig gebouw De Halter in de Bollenhofsestraat 102 te Utrecht Nederland
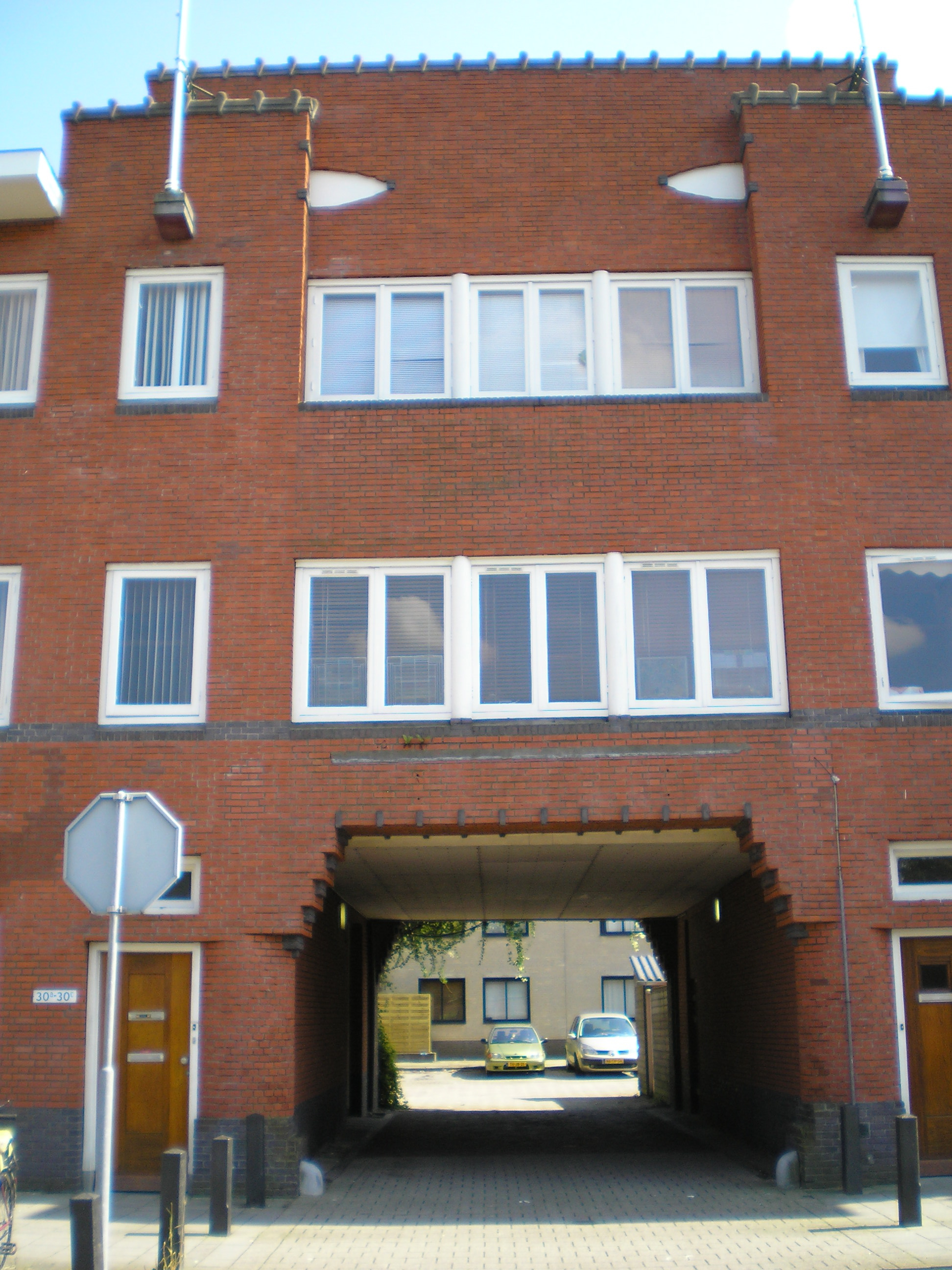
Voormalige toegangspoort tot De Halter aan de Leidseweg te Utrecht Nederland
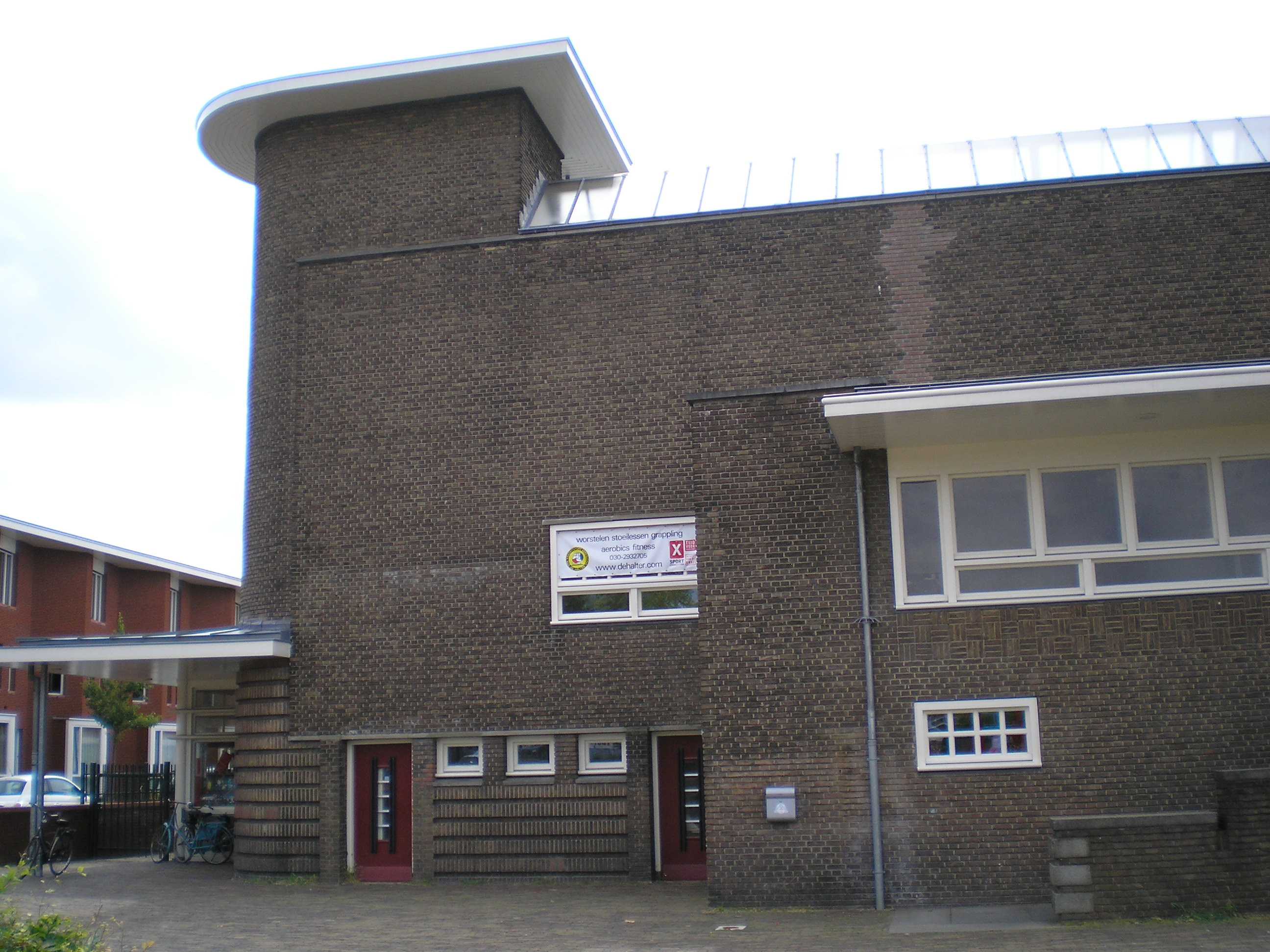
Gebouw U.K.V. De Halter op het Heycopplein 5 nabij de Croeselaan te Utrecht Nederland